# Compagnie aéronautique Nakajima
Pour les articles homonymes, voir Nakajima.

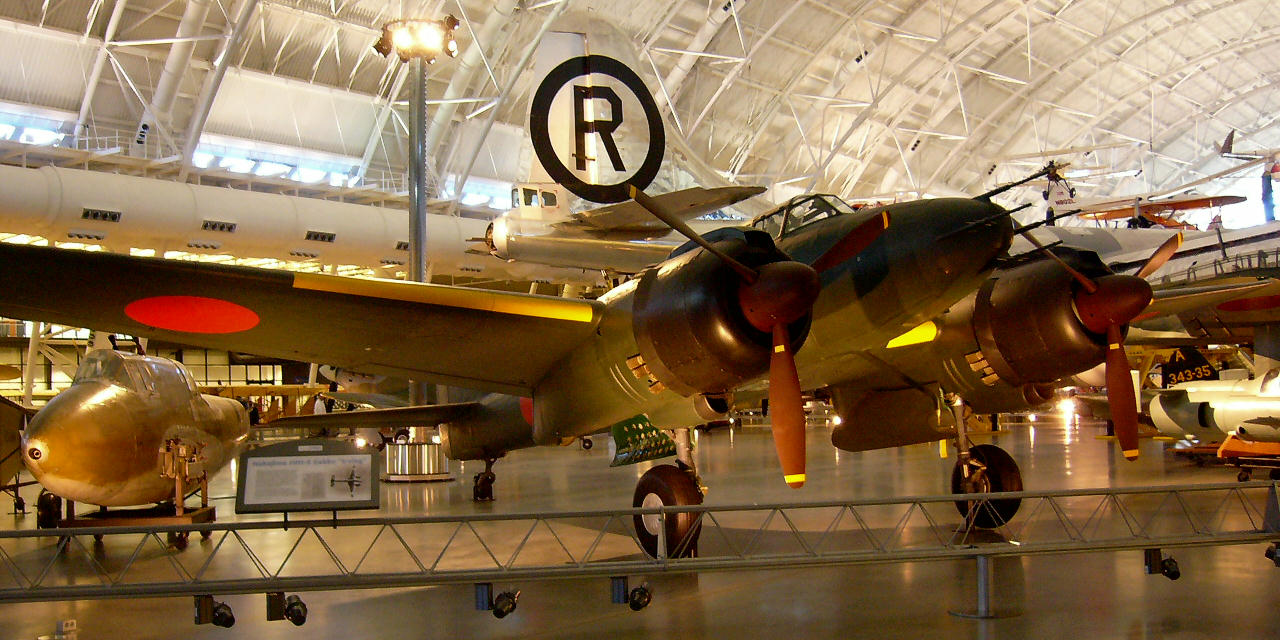
Nakajima J1N1-S.

La compagnie aéronautique Nakajima (中島飛行機株式会社, Nakajima Hikōki Kabushiki Gaisha) est le plus important constructeur d'avions japonais durant la Seconde Guerre mondiale.

## Histoire
Premier constructeur aéronautique japonais, Nakajima est fondée en 1917 par Chikuhei Nakajima et prend le nom compagnie aéronautique Nakajima en 1931. L'entreprise disposait de cinq sites de production à Tōkyō, Musashino, Ōta, Donryu et Koizumi.
En 1927, une compétition démarra entre les entreprises aéronautiques japonaises sous l'impulsion de l'armée impériale afin de produire une nouvelle génération d'avions de combat. Mitsubishi, Kawasaki, Ishikawajima et Nakajima prirent part à cette compétition militaro-industrielle. Après plusieurs échec, Nakajima développa le Nakajima Type 91. Forte de son succès, elle développa de nombreux modèles de chasseurs, bombardiers, avions de reconnaissance et bombardiers-torpilleurs, tels que le célèbre Nakajima B5N.
Durant la période 1937-1945, la firme nippone produisit 16 763 avions de chasse, soit plus de la moitié des 30 578 chasseurs que le complexe militaro-industriel japonais développa pour ses besoins militaires durant cette période. Elle fournit également 88 % des moteurs équipant les chasseurs japonais. Elle développa à partir de fin 1938 une filiale au Mandchoukouo, la Compagnie aéronautique Manshū qui produisit 2 168 avions et 2 196 fuselages entre 1941 et 1945.
Après la défaite du Japon, l'entreprise fut démantelée en 1946 par le Commandement suprême des forces alliées en quinze entreprises qui produisirent des biens utilisant les technologies de l'aéronautique, mais à but non-militaire. Cinq d'entre elles s'associèrent sous le slogan « Aircraft again ! » pour n'en former plus qu'une sous le nom de Fuji Heavy Industries, qui travaille notamment en collaboration sur des projets européens (A380) et américains (Boeing 787) en sus de ses projets nationaux recentrés sur l'aéronautique: par exemple le Fuji FA200 Aero Subaru ; les scooters Fuji Rabbit et des voitures Subaru.
En 2017, l'entreprise change de nom pour partager celui de sa marque automobile Subaru.

## Moteurs
- Nakajima Ha5 (en)
- Nakajima Hikari (en)
- Nakajima Homare
- Nakajima Kotobuki (en)
- Nakajima Mamoru (en)
- Nakajima Sakae

## Production aéronautique
- Nakajima type 5
- Nakajima A1N
- Nakajima A2N
- Nakajima A4N
- Nakajima A6M2-N
- Nakajima AT-2
- Nakajima B3N
- Nakajima B5N
- Nakajima B6N
- Nakajima C3N
- Nakajima C6N
- Nakajima E2N
- Nakajima E4N
- Nakajima E8N
- Nakajima G5N
- Nakajima G8N
- Nakajima G10N
- Nakajima J1N1
- Nakajima J5N Tenrai
- Nakajima Ki-4
- Nakajima Ki-6
- Nakajima Ki-8
- Nakajima Ki-11
- Nakajima Ki-12
- Nakajima Ki-19
- Nakajima Ki-27
- Nakajima Ki-34
- Nakajima Ki-43 Hayabusa
- Nakajima Ki-44
- Nakajima Ki-49
- Nakajima Ki-62
- Nakajima Ki-84
- Nakajima Ki-87
- Nakajima Ki-115
- Nakajima Ki-116
- Nakajima Ki-201
- Nakajima Kikka
- Nakajima L2D
- Nakajima LB-2
- Nakajima Type 91